# Puchar Słowacji w piłce nożnej (2009/2010)
Puchar Słowacji w piłce nożnej 2009/2010 (słow. Slovenský pohár vo futbale 2009/2010) był 41. edycją tych rozgrywek, z czego 17. w niepodległym państwie słowackim. Zwycięzca – Slovan Bratysława – otrzymał samo trofeum oraz prawo gry w III rundzie kwalifikacyjnej Ligi Europy UEFA 2010/2011.
Rozgrywki składały się z 6 części:
- I rundy,
- II rundy,
- III rundy,
- ćwierćfinałów (dwumecze),
- półfinałów (dwumecze),
- finału.

## I runda
Do startu w tej części rozgrywek uprawnione były: 
- 34 drużyny I i II ligi z wyjątkiem zespołów rezerw i juniorów,
- zdobywcy 4 pucharów regionalnych.

Wszystkie mecze rozegrano 5 sierpnia 2009 o godz. 17:00, z wyjątkiem spotkań: MFK Topolczany – FC ViOn Zlaté Moravce, Goral Stara Lubowla – LAFC Łuczeniec i FC Nové Zámky – Mesto Prievidza, które rozegrano 4 sierpnia 2009 o godz. 17:00.
| grupa Zachód              |
| ------------------------- |
| AS Trenczyn               |
| FK Púchov                 |
| Mesto Prievidza           |
| Slovan Duslo Šaľa         |
| FC ViOn Zlaté Moravce     |
| grupa Wschód              |
| LAFC Łuczeniec            |
| MFK Dolny Kubin           |
| MŠK Rymawska Sobota       |
| Tatran Liptowski Mikułasz |
| Zemplín Michalovce        |
| ŽP Šport Podbrezová       |

| grupa Zachód               |
| -------------------------- |
| AFC Nowe Miasto nad Wagiem |
| Blava Jaslovské Bohunice   |
| FK Nové Zámky              |
| FK Rača                    |
| MFK Topolczany             |
| MFK Vrbové                 |
| OTJ Moravany               |
| SFM Senec                  |
| Slovan Nemšová             |
| ŠK Bernolákovo             |
| Spartak Myjava             |
| Spartak Vráble             |
| grupa Wschód               |
| 1. HFC Humenné             |
| Bodva Moldava nad Bodvou   |
| FK Czadca                  |
| FK Nowa Wieś Spiska        |
| FK Poprad                  |
| Goral Stara Lubowla        |
| Lokomotíva Zwoleń          |
| MFK Bańska Bystrzyca       |
| MFK Vranov nad Topľou      |
| Odeva Lipany               |
| Slavoj Trebišov            |

| grupa Zachód             |
| ------------------------ |
| Ružinov Bratysława {BFZ) |
| ŠKF Sereď (ZsFZ)         |
| grupa Wschód             |
| Sokol Dolná Ždaňa {SsFZ) |
| MFK Snina (VsFZ)         |

### Grupa Zachód
| Drużyna 1                  | Wynik        | Drużyna 2             |
| -------------------------- | ------------ | --------------------- |
| Ružinov Bratysława         | 0:3          | FK Rača               |
| AFC Nowe Miasto nad Wagiem | 1:1 (k. 5:3) | Spartak Vráble        |
| Slovan Nemšová             | 0:0 (k. 3:5) | OTJ Moravany          |
| MFK Topolczany             | 2:3          | FC ViOn Zlaté Moravce |
| FK Nové Zámky              | 0:1          | Mesto Prievidza       |
| ŠKF Sereď                  | 1:1 (k. 6:5) | FK Púchov             |
| MFK Vrbové                 | 2:0          | Slovan Duslo Šaľa     |
| Blava Jaslovské Bohunice   | 0:0 (k. 3:4) | Spartak Myjava        |
| ŠK Bernolákovo             | 1:3          | AS Trenczyn           |
| SFM Senec                  | •            | wolny los             |

### Grupa Wschód
| Drużyna 1                 | Wynik        | Drużyna 2                |
| ------------------------- | ------------ | ------------------------ |
| Sokol Dolná Ždaňa         | 2:2 (k. 5:6) | MŠK Rymawska Sobota      |
| wolny los                 | •            | 1. HFC Humenné           |
| Slavoj Trebišov           | 0:2          | ŽP Šport Podbrezová      |
| MFK Snina                 | 4:2          | Odeva Lipany             |
| Goral Stara Lubowla       | 0:3          | LAFC Łuczeniec           |
| Tatran Liptowski Mikułasz | 1:0          | MFK Dolny Kubin          |
| Lokomotíva Zwoleń         | 0:0 (k. 2:4) | MFK Bańska Bystrzyca     |
| MFK Vranov nad Topľou     | 3:5          | Bodva Moldava nad Bodvou |
| FK Nowa Wieś Spiska       | 1:1 (k. 4:2) | Zemplín Michalovce       |
| FK Czadca                 | •            | wolny los                |

## II runda
Do startu w tej części rozgrywek uprawnionych było:
- 20 zwycięzców meczów I rundy,
- 12 drużyn Extraligi.

Mecze rozegrano 22 i 23 września 2009.
| grupa Zachód               |
| -------------------------- |
| AFC Nowe Miasto nad Wagiem |
| AS Trenczyn                |
| FK Rača                    |
| Mesto Prievidza            |
| MFK Vrbové                 |
| OTJ Moravany               |
| SFM Senec                  |
| Spartak Myjava             |
| ŠKF Sereď                  |
| FC ViOn Zlaté Moravce      |
| grupa Wschód               |
| 1. HFC Humenné             |
| Bodva Moldava nad Bodvou   |
| FK Czadca                  |
| FK Nowa Wieś Spiska        |
| LAFC Łuczeniec             |
| MFK Bańska Bystrzyca       |
| MFK Snina                  |
| MŠK Rymawska Sobota        |
| Tatran Liptowski Mikułasz  |
| ŽP Šport Podbrezová        |

| grupa Zachód           |
| ---------------------- |
| DAC Dunajská Streda    |
| FC Nitra               |
| FK Senica              |
| MFK Petržalka          |
| Slovan Bratysława      |
| Spartak Trnawa         |
| grupa Wschód           |
| Dukla Bańska Bystrzyca |
| MFK Dubnica            |
| MFK Koszyce            |
| MFK Ružomberok         |
| MŠK Žilina             |
| Tatran Preszów         |

### Grupa Zachód
| Drużyna 1                  | Wynik        | Drużyna 2             |
| -------------------------- | ------------ | --------------------- |
| MFK Vrbové                 | 0:7          | Slovan Bratysława     |
| FC Nitra                   | 5:0          | Mesto Prievidza       |
| AFC Nowe Miasto nad Wagiem | 1:6          | MFK Petržalka         |
| Spartak Myjava             | 0:0 (k. 7:6) | FK Senica             |
| Spartak Trnawa             | 5:0          | FK Rača               |
| SFM Senec                  | 1:1 (k. 3:5) | DAC Dunajská Streda   |
| ŠKF Sereď                  | 1:4          | FC ViOn Zlaté Moravce |
| OTJ Moravany               | 0:3          | AS Trenczyn           |

### Grupa Wschód
| Drużyna 1            | Wynik | Drużyna 2                 |
| -------------------- | ----- | ------------------------- |
| MFK Snina            | 0:3   | MFK Koszyce               |
| MŠK Žilina           | •     | wolny los                 |
| FK Nowa Wieś Spiska  | 1:0   | MFK Dubnica               |
| MFK Bańska Bystrzyca | 1:3   | MFK Ružomberok            |
| Tatran Preszów       | 5:0   | LAFC Łuczeniec            |
| FK Czadca            | 0:1   | Dukla Bańska Bystrzyca    |
| 1. HFC Humenné       | 1:2   | Bodva Moldava nad Bodvou  |
| MŠK Rymawska Sobota  | 3:1   | Tatran Liptowski Mikułasz |

## III runda
Do startu w tej części rozgrywek uprawnionych było 16 zwycięzców meczów II rundy.
Mecze rozegrano 20 i 21 października 2009.
| Drużyna 1                | Wynik | Drużyna 2             |
| ------------------------ | ----- | --------------------- |
| Spartak Trnawa           | 5:0   | FC ViOn Zlaté Moravce |
| DAC Dunajská Streda      | 1:0   | Tatran Preszów        |
| Dukla Bańska Bystrzyca   | 1:0   | FC Nitra              |
| Bodva Moldava nad Bodvou | 1:0   | FK Nowa Wieś Spiska   |
| MFK Petržalka            | 4:0   | AS Trenczyn           |
| Spartak Myjava           | 2:1   | MFK Ružomberok        |
| Slovan Bratysława        | 2:1   | MŠK Rymawska Sobota   |
| MŠK Žilina               | 1:2   | MFK Koszyce           |

## Ćwierćfinały
Runda została przeprowadzona w dwumeczach. Pierwsze spotkania rozegrano 3 i 4 listopada, rewanże – 24 i 25 listopada 2009.
| Drużyna 1                            | Wynik dwumeczu | Drużyna 2                | Pierwszy mecz | Drugi mecz |
| ------------------------------------ | -------------- | ------------------------ | ------------- | ---------- |
| MFK Petržalka                        | 3:5            | Spartak Trnawa           | 3:2           | 0:3        |
| DAC Dunajská Streda                  | 6:1            | Bodva Moldava nad Bodvou | 3:0           | 3:1        |
| Spartak Myjava                       | 0:3            | Slovan Bratysława        | 0:3           | 0:0        |
| MFK Koszyce                          | 0:3            | Dukla Bańska Bystrzyca   | 0:2           | 0:1        |
| Po lewej gospodarz pierwszego meczu. |                |                          |               |            |

### Pierwsze mecze
| 13 listopada 2009 | MFK Petržalka                                          | 3:2   | Spartak Trnawa                        |                                                                                         |
| 13:30 CET         | Tomáš Majtán 70' · Andrej Hodek 77' · Pavol Ďurica 87' | (0:2) | 20' Peter Doležaj · 37' Kamil Kopúnek | Štadión ŠKP Dúbravka, Bratysława Widzów: 447 Sędzia: Ľubomír Samotný (Bańska Bystrzyca) |

| 23 listopada 2009 | DAC Dunajská Streda                                          | 3:0   | Bodva Moldava nad Bodvou |                                                                                   |
| 18:00 CET         | Samuel Koejoe 38' (k) 57' · Guillaume Tchoungang N'kendo 83' | (1:0) |                          | Mestský štadión, Dunajská Streda Widzów: 1 998 Sędzia: Michal Smolák (Bratysława) |

| 34 listopada 2009 | Spartak Myjava | 0:3   | Slovan Bratysława                                           |                                                                        |
| 13:30 CET         |                | (0:1) | 42' Juraj Halenár · 60' Pavol Masaryk · 63' Martin Dobrotka | Štadión Spartaka, Myjawa Widzów: 1 850 Sędzia: Peter Kráľovič (Trnawa) |

| 44 listopada 2009 | MFK Koszyce | 0:2   | Dukla Bańska Bystrzyca                      |                                                                          |
| 16:30 CET         |             | (0:2) | 20' Dalibor Pleva · 27' (k) Martin Poljovka | Štadión Lokomotívy, Koszyce Widzów: 394 Sędzia: Kamil Horváth (Trzciana) |

### Rewanże
| 125 listopada 2009 | Spartak Trnawa                                 | 3:0   | MFK Petržalka |                                                                                 |
| 16:30 CET          | Peter Doležaj 40' (k) · Koro Issa Kone 83' 87' | (1:0) |               | Štadión Antona Malatinského, Trnawa Widzów: 2 742 Sędzia: Pavol Chmura (Poprad) |

| 224 listopada 2009 | Bodva Moldava nad Bodvou | 1:3   | DAC Dunajská Streda                                                       |                                                                                  |
| 17:00 CET          | Mikuláš Pelegrin 62'     | (0:0) | 49' Markus Seelaus · 67' Zoltán Bognár · 70' Guillaume Tchoungang N'kendo | Štadión Bodvy, Moldava nad Bodvou Widzów: 1 500 Sędzia: Vladimír Hracho (Trnawa) |

| 325 listopada 2009 | Slovan Bratysława | 0:0 | Spartak Myjava |                                                                          |
| 17:30 CET          |                   |     |                | Tehelné pole, Bratysława Widzów: 450 Sędzia: Ladislav Prešinský (Vráble) |

| 424 listopada 2009 | Dukla Bańska Bystrzyca | 1:0   | MFK Koszyce |                                                                                   |
| 16:30 CET          | Gabriel Snitka 29'     | (1:0) |             | Štadión SNP, Bańska Bystrzyca Widzów: 1 120 Sędzia: Gabriel Michlian (Nowe Zamki) |

## Półfinały
Runda została przeprowadzona w dwumeczach. Pierwsze spotkania rozegrano 6 kwietnia, rewanże – 20 kwietnia 2010.
| Drużyna 1                            | Wynik dwumeczu | Drużyna 2         | Pierwszy mecz | Drugi mecz |
| ------------------------------------ | -------------- | ----------------- | ------------- | ---------- |
| Dukla Bańska Bystrzyca               | 0:2            | Slovan Bratysława | 0:1           | 0:1        |
| DAC Dunajská Streda                  | 0:3            | Spartak Trnawa    | 0:1           | 0:2        |
| Po lewej gospodarz pierwszego meczu. |                |                   |               |            |

### Pierwsze mecze
| 16 kwietnia 2010 | Dukla Bańska Bystrzyca | 0:1   | Slovan Bratysława |                                                                              |
| 16:30 CET        |                        | (0:1) | 2' Marek Kuzma    | Štadión SNP, Bańska Bystrzyca Widzów: 1 880 Sędzia: Vladimír Hracho (Trnawa) |

| 26 kwietnia 2010 | DAC Dunajská Streda | 0:1   | Spartak Trnawa   |                                                                                 |
| 18:00 CET        |                     | (0:1) | 40' Ľuboš Hanzel | Mestský štadión, Dunajská Streda Widzów: 1 985 Sędzia: Kamil Horváth (Trzciana) |

### Rewanże
| 120 kwietnia 2010 | Slovan Bratysława | 1:0   | Dukla Bańska Bystrzyca |                                                                        |
| 17:30 CET         | Milan Ivana 40'   | (1:0) |                        | Tehelné pole, Bratysława Widzów: 1 362 Sędzia: Mário Vlk (Partizánske) |

| 220 kwietnia 2010 | Spartak Trnawa                         | 2:0   | DAC Dunajská Streda |                                                                                     |
| 17:00 CET         | Ľubomír Bernáth 88' · Miloš Juhász 90' | (0:0) |                     | Štadión Antona Malatinského, Trnawa Widzów: 1 342 Sędzia: Jozef Pavlík (Bratysława) |

## Finał
Spotkanie finałowe rozegrano 11 maja 2010 w Michałowcach.
| 11 maja 2010 16:30 CET | Spartak Trnawa | 0:6(0:3)Raport | Slovan Bratysława · 11' Kornel Saláta · 17' Mario Božič · 33' Jakub Sylvestr · 64' Michal Breznaník · 67' Karim Guédé · 87' Martin Dobrotka | Michalovský štadión, Michałowce Widzów: 3 752 Sędzia: Mário Vlk (Partizánske) |
|                        |                |                | |                                                                               |